# فرط وظيفة قشر الكظر
فرط وظيفة قشر الكظر (بالإنجليزية: Adrenocortical hyperfunction)‏ هي حالات الزيادة المفرطة في منتجات قشرة الكظرية.
في حالة زيادة الكورتيزول فهي حالة متلازمة كوشينغ. أما في حالة زيادة الألدوستيرون فهي تسمى فرط الألدوستيرونية.